# 馬場忠雄
馬場 忠雄（ばば ただお、1944年 - ）は、日本のオートバイエンジニア。ホンダ・CBR900RR設計者。

## 概要
1962年に高校から18歳で本田技研工業（ホンダ）に入社。機械部門では、ホンダ・CB77 スーパーホークのクランクケースとシリンダーヘッドを製造した。20歳の時に、ホンダのR&D部門に移り、2004年に引退するまで過ごしつづけた。2009年までコンサルタントを続けた。
既婚者であり、ホンダのテストライダーやメディアジャーナリストの間で、バイクを頻繁にクラッシュさせる喫煙者として評判だが、4台しかクラッシュさせていないと主張している。